# Ракум-салакка
Ракум-салакка (лат. Salacca wallichiana, англ. rakum palm) — вид растений из рода Салакка (Salacca) семейства Пальмовые (Arecaceae), произрастающий в Индокитае и Малайзии.

## Описание
Двудомная пальма, с коротким стволом, очень похожая на более известный в культуре салак (Salacca zalacca). Листья длиной 3—7 метров, перистые, составляющие их листочки длиной до 75 см и шириной 6—8 см. Влагалища листьев покрыты колючками. Цветки собраны в красноватые соцветия длиной около метра. Плоды длиной до 7 см с оранжево-коричневой блестящей чешуйчатой кожицей. Мякоть сочная, ароматная, кислая на вкус, поэтому чаще плоды ракум-салакки не потребляют в свежем виде, а используют в качестве ингредиента различных блюд.

## Применение
Этот вид используется в селекции, в результате была получена группа очень качественных культиваров салака, в том числе «Sala Mor», «Sala Sane», «Sala Noenwong» и бесшипый «Sakum».
Ракум-салакку едят как свежие фрукты и используют для добавления кислого вкуса в пищу.

## Галерея

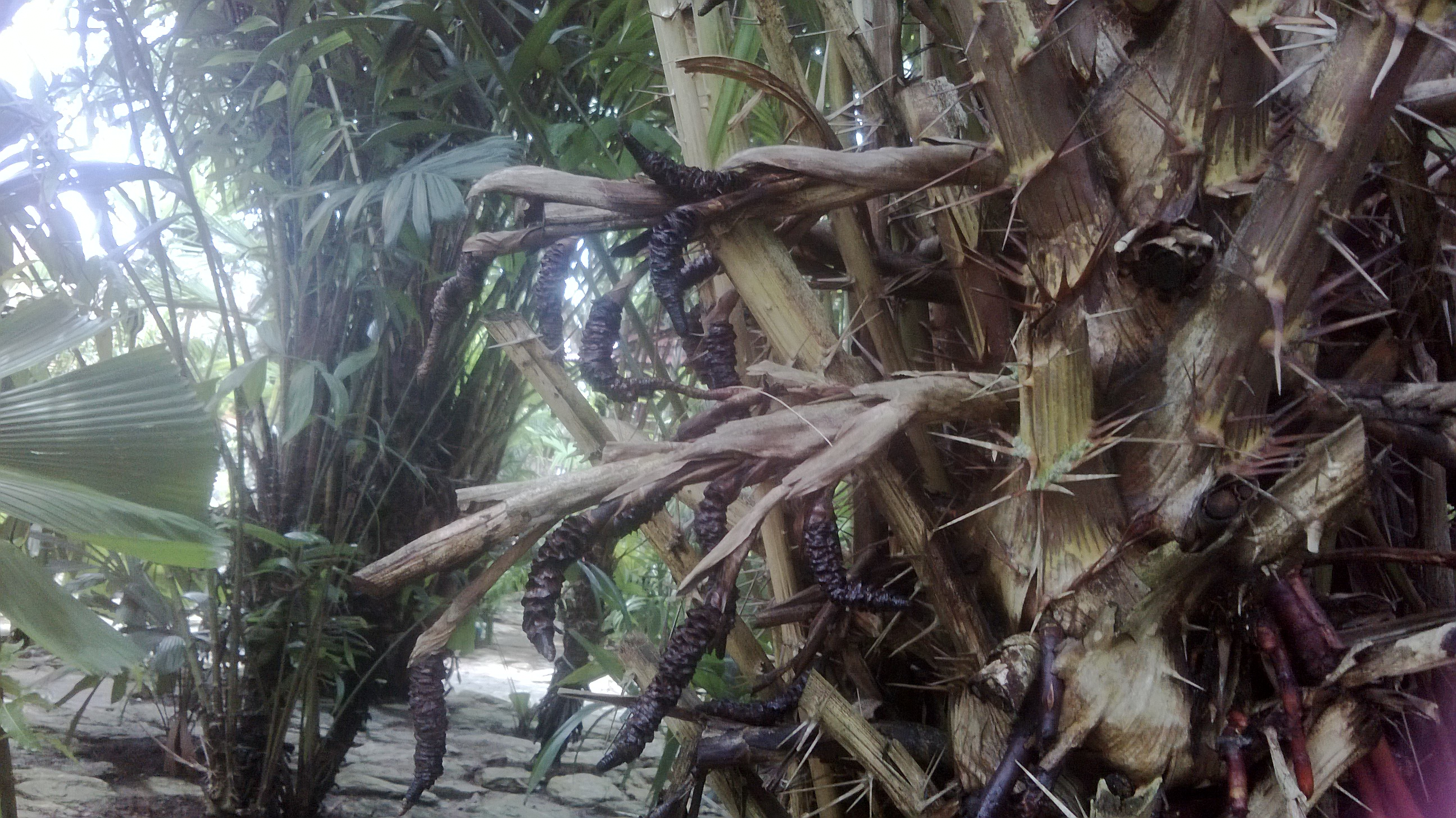
Пальма Salacca wallichiana. Тропический сад Нонг Нуч. Таиланд.
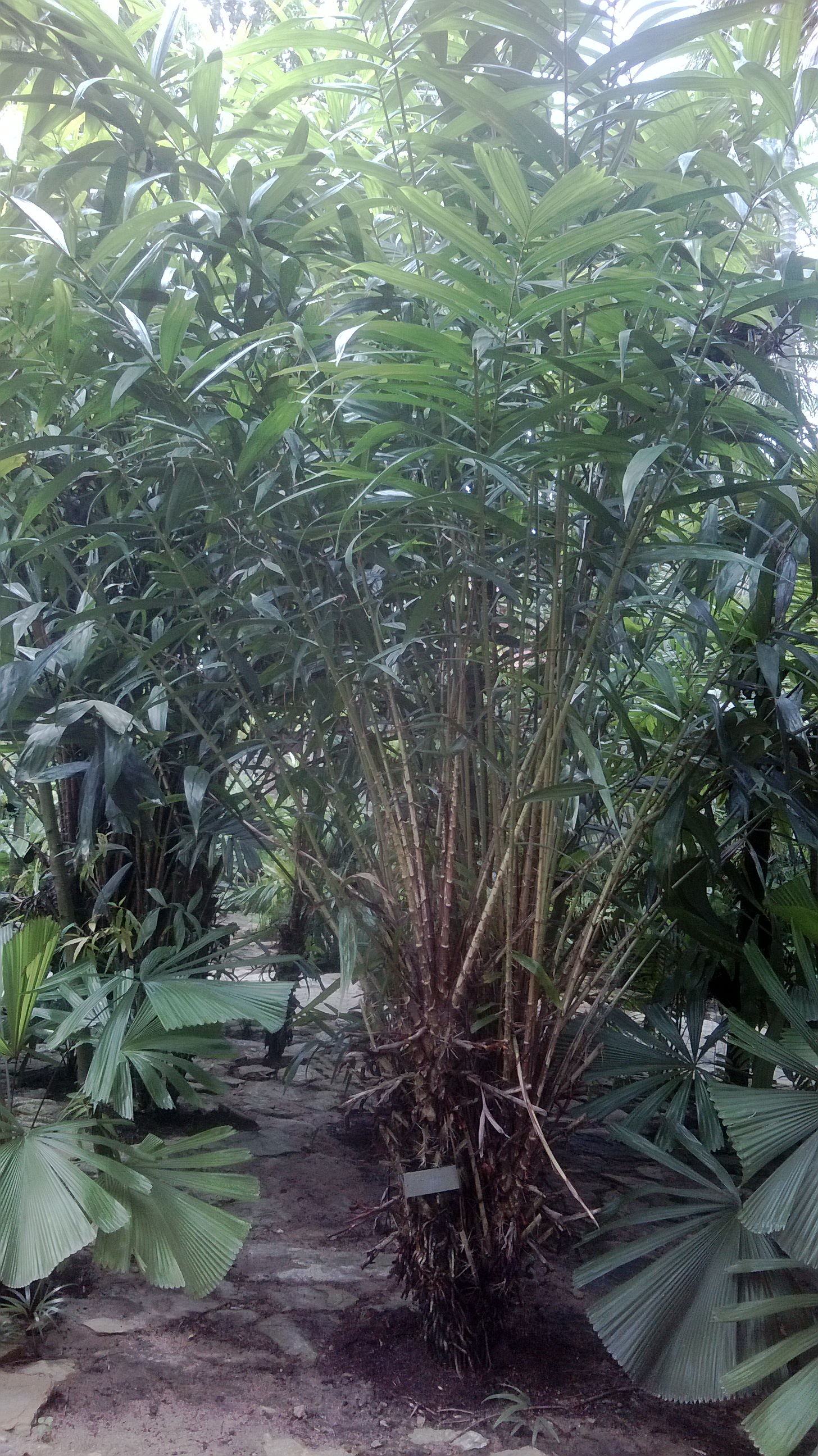
Пальма Salacca wallichiana. Тропический сад Нонг Нуч. Таиланд.
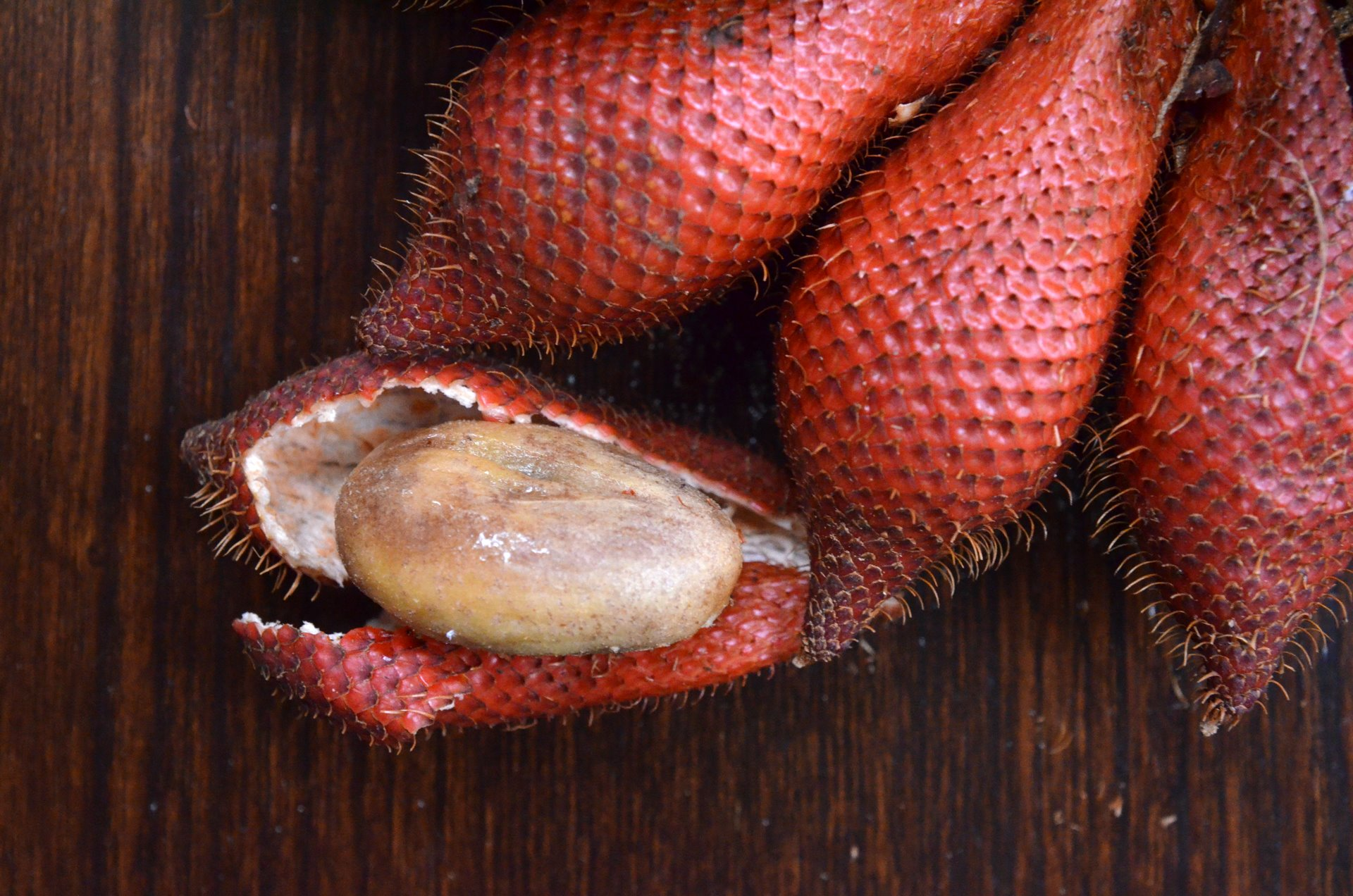